# 1464 Armisticia
Az 1464 Armisticia (ideiglenes jelöléssel 1939 VO) a Naprendszer kisbolygóövében található aszteroida. George Van Biesbroeck fedezte fel 1939. november 11-én, Williams Bayben.